# Championnats d'Afrique de tir à l'arc 2008
Navigation
Édition précédente Édition suivante
Les championnats d'Afrique de tir à l'arc 2008 sont une compétition sportive de tir à l'arc qui a été organisée du 7 au 10 février 2008 au Degla Sports Centre du Caire. 

## Médaillés
| Épreuves                    | Or                    | Argent                   | Bronze                       |
| --------------------------- | --------------------- | ------------------------ | ---------------------------- |
| Classique individuel hommes | Calvin Hartley (RSA)  | Mohamed Amr Ghanem (EGY) | Jean Marie Cliff Babet (MRI) |
| Classique individuel femmes | Fatine Ouadoudi (MAR) | Amira Mansour (EGY)      | Véronique Le Vieux (MRI)     |